# Düsseldorfer Automobil- und Motorsport-Club 05
Der Düsseldorfer Automobil- und Motorsport-Club 05 e. V. im ADAC ist ein 1905 gegründeter Düsseldorfer ADAC-Ortsclub und Gründungsverein des ADAC Nordrhein. Der Düsseldorfer Club ist der ideelle Träger der Nürburgring Classic und des 1000-km-Rennens und war der Veranstalter verschiedener Großveranstaltungen am Nürburgring, wie des Oldtimer Festivals, des Eifelrennens und der Historic Trophy.

## Gründung

Clubwappen im Gründungsjahr 1905

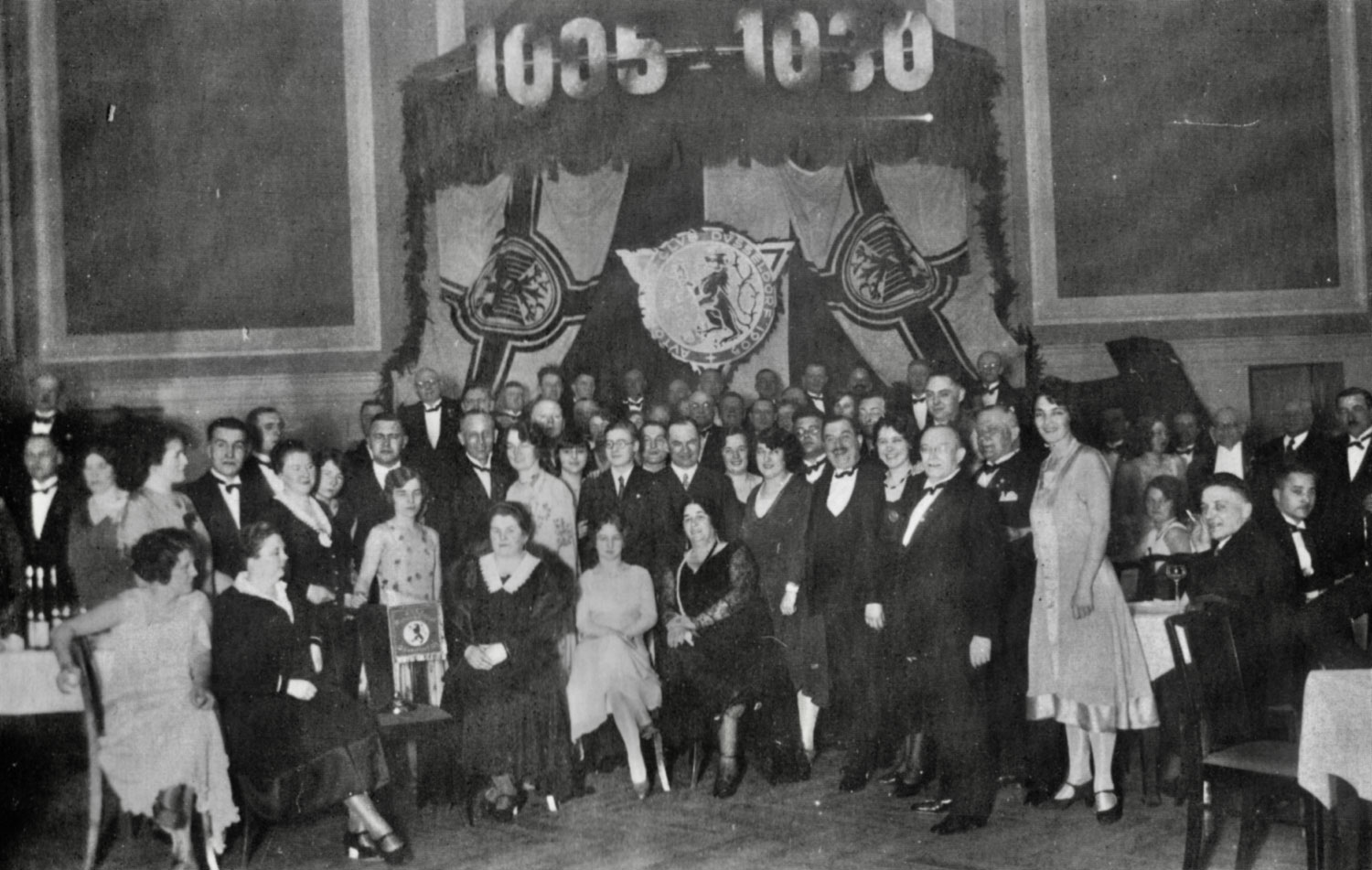
25-jähriges Jubiläum 1930 in der „alten Tonhalle“

Der DAMC 05 ist einer der ältesten Vereine von Motorsportlern in Deutschland. Er wurde am 27. Mai 1905 als Motorrad-Club Düsseldorf im ehemaligen Hansa-Hotel in Düsseldorf gegründet.
Noch vor dem Ersten Weltkrieg führte der Club motorsportliche Veranstaltungen wie Zuverlässigkeitsfahrten durch. Später fanden in Düsseldorf die größten Motorrad-Bahnrennen statt. Vor allem die Vereinsmitglieder Ralph Roese, Jupp Müller und Itz Rosenbaum errangen mehrere Siege auf deutschen Rennstrecken. Müller war zweimaliger Deutscher Meister aller Kategorien. Aber auch Motorrad- und Automobilrennfahrer Heinz Kürten, Alfred Noll, Toni Ulmen und Kurt C. Volkhart erreichten einen Bekanntheitsgrad über den Motorsportclub hinaus.
Nach dem Ersten Weltkrieg waren das Eifelrennen und die „Deutsche Tourist-Trophäe“ in Nideggen die größten Ereignisse, bei denen Fahrer des Clubs starteten.

## Selbstauflösung und Neuanfang
1933 löste sich der Club (in der Zeit unter dem Namen „Automobil-Club Düsseldorf 1905“) selbst auf. Doch ein Jahr nach dem Ende des Krieges gründeten die alten Mitglieder Hermann Schlessmann, Toni Ulmen, Josef Jacobs, Werner Seidel, Jules Köther, Erich Hebmüller, Itz Rosenbaum und Heinz Müller den neuen Verein unter dem Namen Düsseldorfer Automobil- und Motorsport-Club 05 (ADAC). Im folgenden Jahr gründeten der Kölner Club für Motorsport, der Bergische Motorclub und der DAMC 05 gemeinsam den ADAC Nordrhein.

## Veranstaltungen

### Historischer Motorsport und Bergrennen

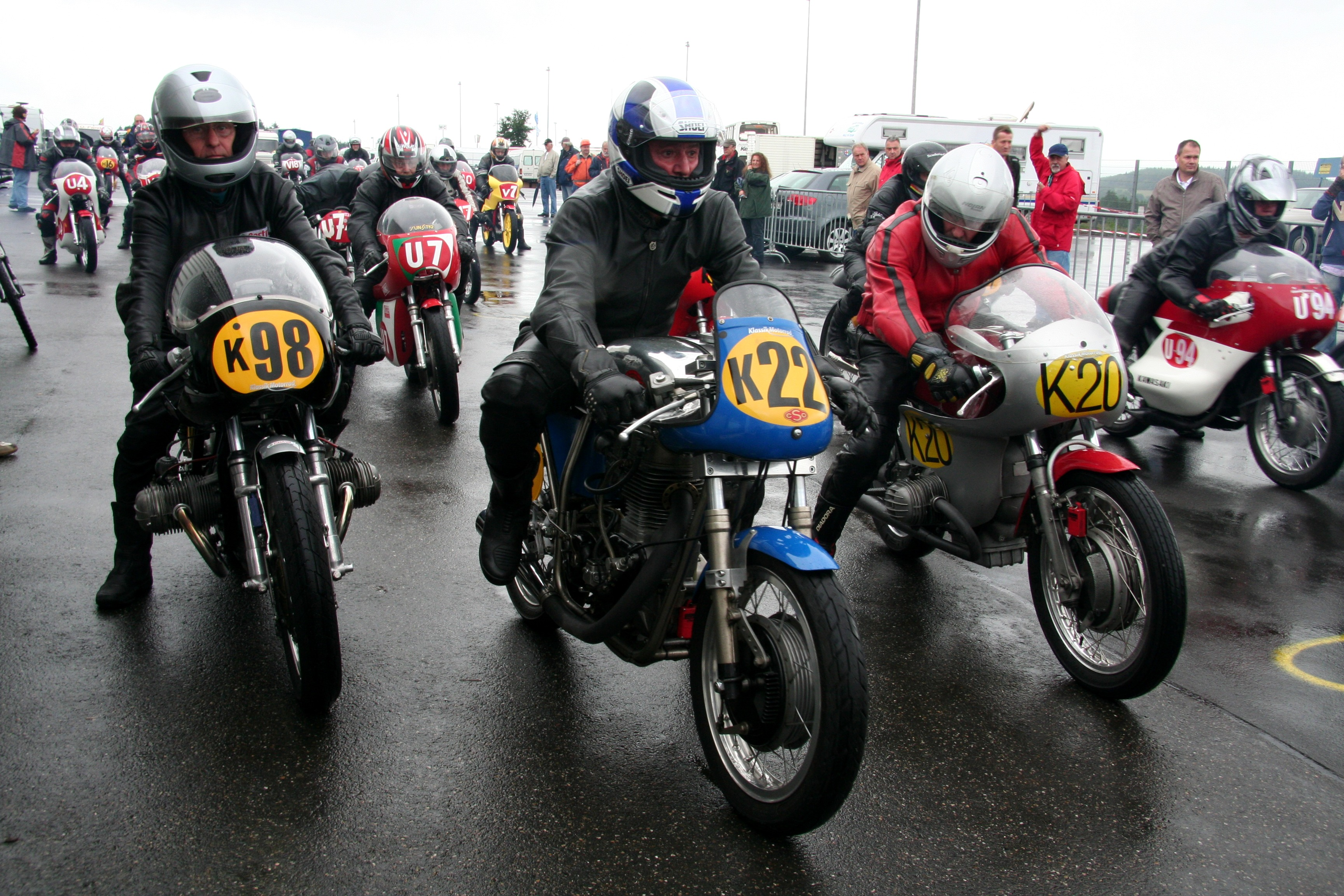
2007 beim Oldtimer Festival des DAMC 05: Vorstart im neuen Fahrerlager des Nürburgrings

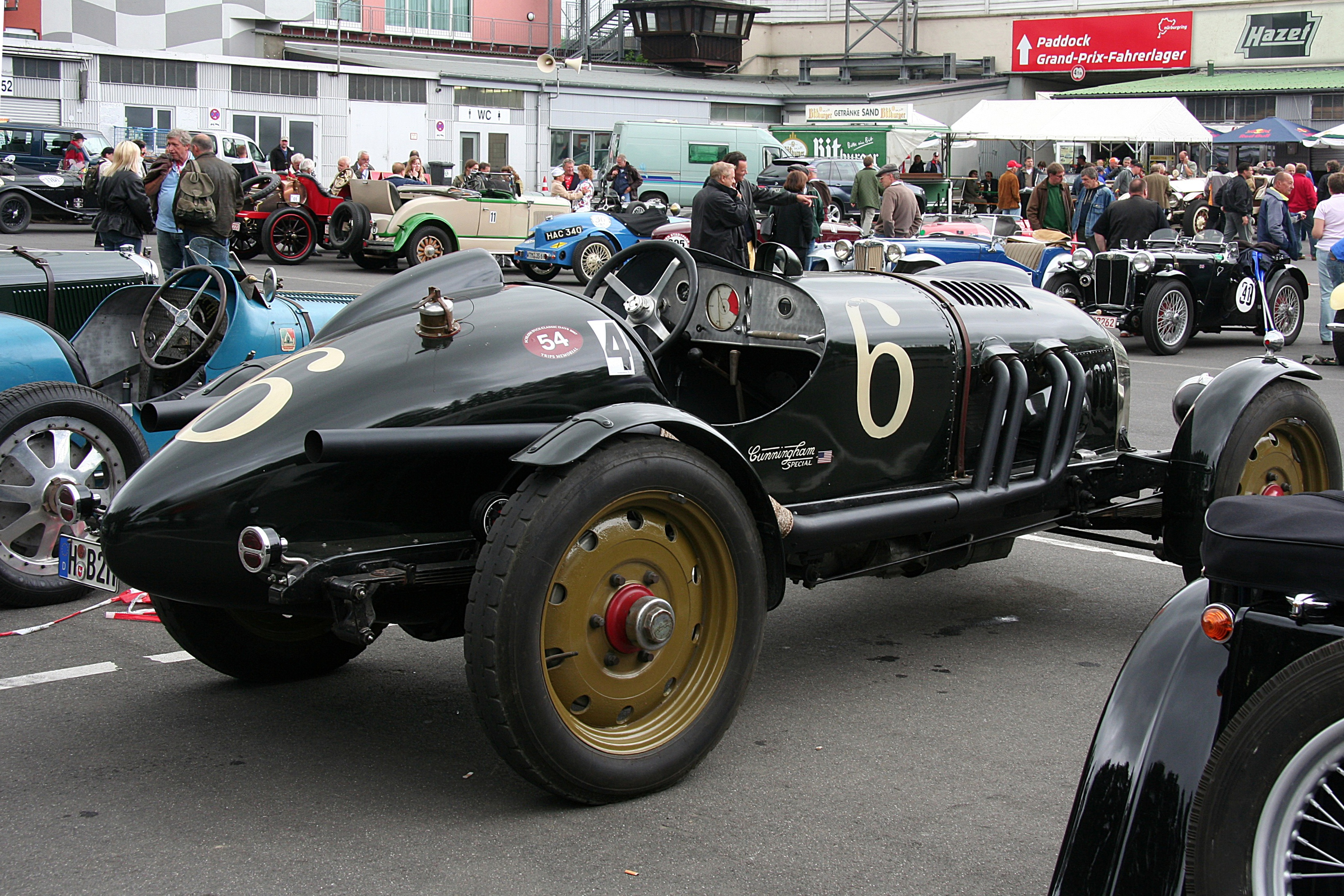
2008 beim Oldtimer Festival des DAMC 05 im historischen Fahrerlager des Nürburgrings

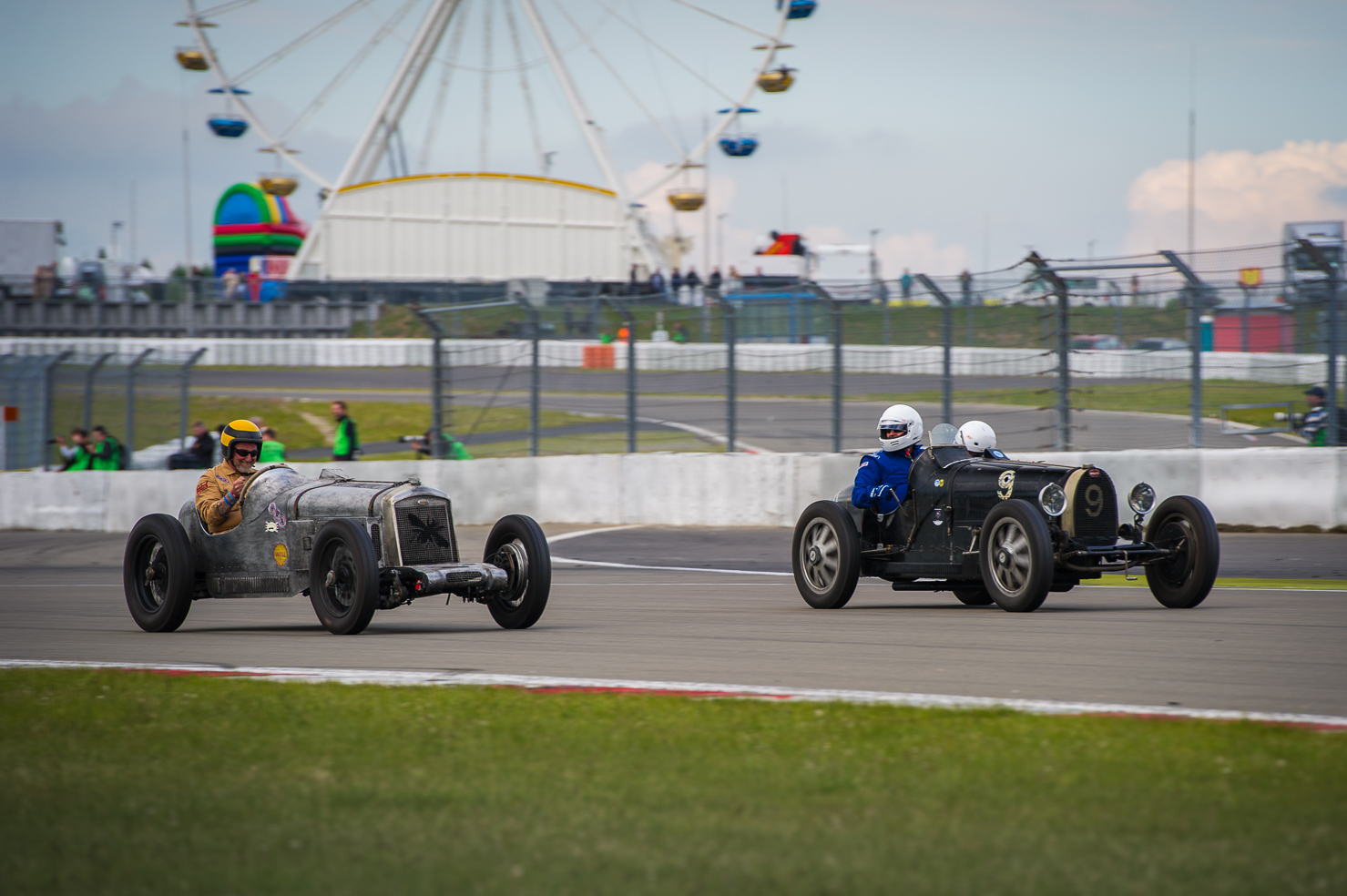
Nürburgring Classic 2019

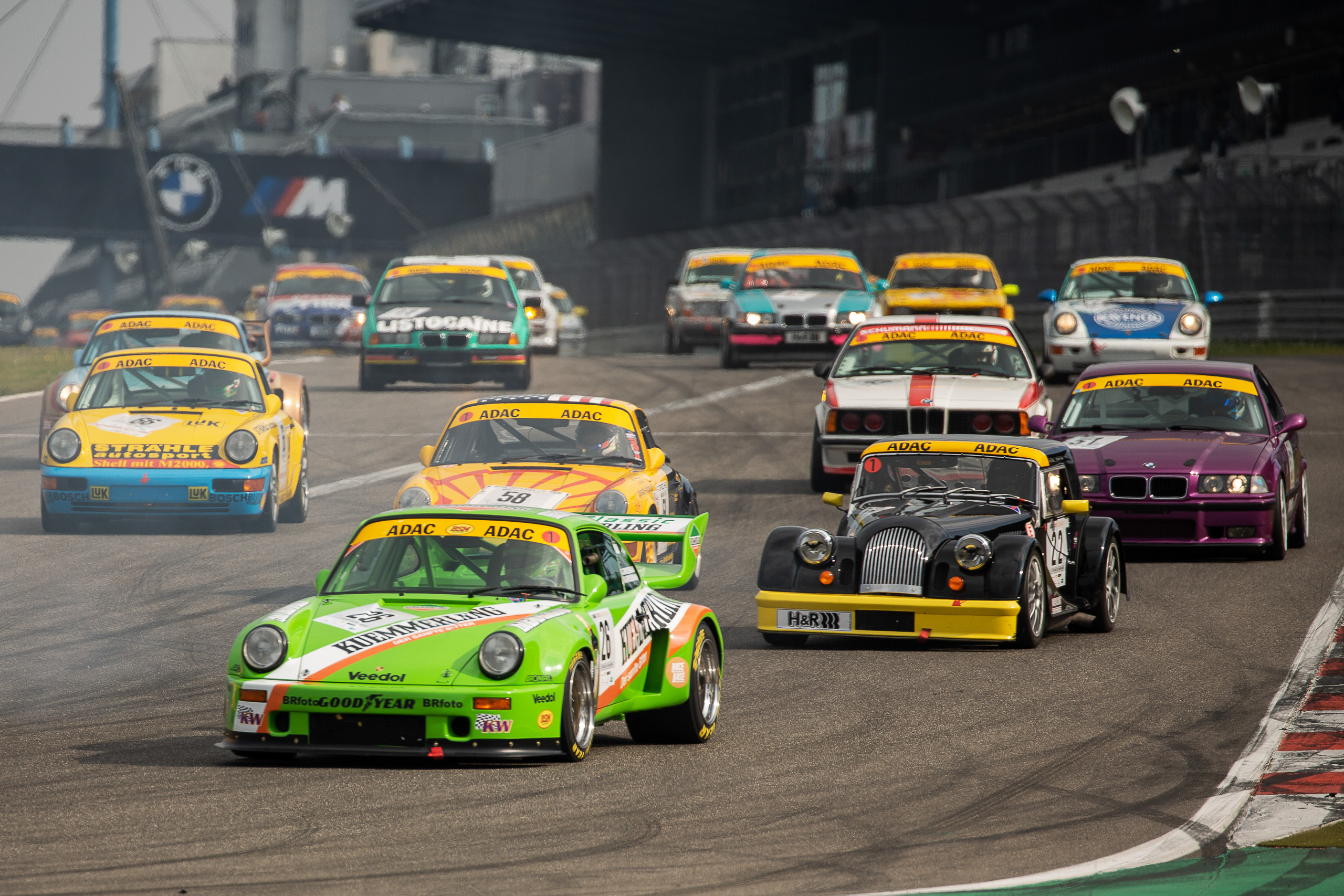
Startphase 1000-km-Rennen 2021

1970 zeichnete sich im DAMC 05 ein Generationswechsel ab, die „jungen Mitglieder“ organisierten die ersten ONS-Veranstaltungen, die mit einem Automobilslalom im April 1970 auf dem Parkplatz des Rheinstadions begannen. Nach mehreren Slalomveranstaltungen in den folgenden Jahren wurde am 5. September 1976 das erste Bergrennen auf der Südschleife des Nürburgrings zusammen mit dem PSV Düsseldorf und dem MSC Jan Wellem organisiert. 1977 veranstaltete der DAMC 05 den ersten Jan Wellem Bergpreis am Ring in alleiniger Verantwortung. 1978 wurde der erste Jan-Wellem-Pokal veranstaltet.
Während des Neubaus der Grand-Prix-Strecke fand 1983 auf der Nordschleife des Nürburgrings das erste Oldtimer Festival statt, bei dem nicht nur Wagen, sondern auch Motorräder und Seitenwagengespanne starteten. Seit 1984 fand die Veranstaltung auf der neuen Grand-Prix-Strecke statt und wurde zwischenzeitlich an drei Tagen mit rund 800 Teilnehmern aus 14 Nationen durchgeführt.
Nicht nur auf dem Nürburgring, sondern auch auf der Straße war der Club organisatorisch erfolgreich. Anlässlich der Bundesgartenschau in Düsseldorf fand 1987 die BUGA-Rallye mit historischen Fahrzeugen von Düsseldorf zum Oldtimer Festival statt. Zur 700-Jahr-Feier Düsseldorfs wurde 1988 die Jubiläums-Oldtimer-Rallye ausgerichtet.
2010 veranstaltete der DAMC 05 das 27. Internationale Oldtimer Festival um den Jan-Wellem-Pokal auf dem Nürburgring, mit historischen Automobilen, Motorrädern und Gespannen.
Anfang 2011 übernahm der DAMC 05 die Organisation des ADAC Eifelrennens und führte beide Veranstaltungskonzepte zusammen. Bei dem ADAC Eifelrennen um den Jan-Wellem-Pokal waren erstmals seit den 1970er-Jahren wieder Automobile, Motorräder und Gespanne beim Eifelrennen am Start. Bei den Automobilen gehörten der Kampf der Zwerge, bei den Motorrädern die Gespanne zu den Publikumslieblingen.
Nachdem 2014 die Nutzungsrechte des Titels ADAC Eifelrennen ausgelaufen waren, benannte der DAMC 05 die Veranstaltung in Historic Trophy Nürburgring um.
Im Juni 2017 richtete der DAMC 05 zum 90-jährigen Jubiläum des Nürburgrings die Jubiläumsveranstaltung Nürburgring Classic aus.

### Gründung DAMC 05 Veranstaltungs-GmbH
Im November 2017 beschlossen die Mitglieder des DAMC 05, dass die Organisation der Nürburgring Classic in die DAMC 05 Veranstaltungs-GmbH ausgegliedert wird und der Verein die Rolle des ideellen Trägers übernimmt.
Zusätzlich zur Nürburgring Classic im Mai startete am 17./18. September 2021 eine Neuauflage des 1000-km-Rennens auf dem Nürburgring. Die Veranstaltung ist für historische GT-, Tourenwagen und Youngtimer ausgeschrieben. Entsprechend der mittlerweile gültigen Beschränkungen der Nordschleife sind im Gegensatz zu dem früheren 1000-km-Rennen keine Sportwagenprototypen oder offene Fahrzeuge zugelassen.

## Division SimRacing

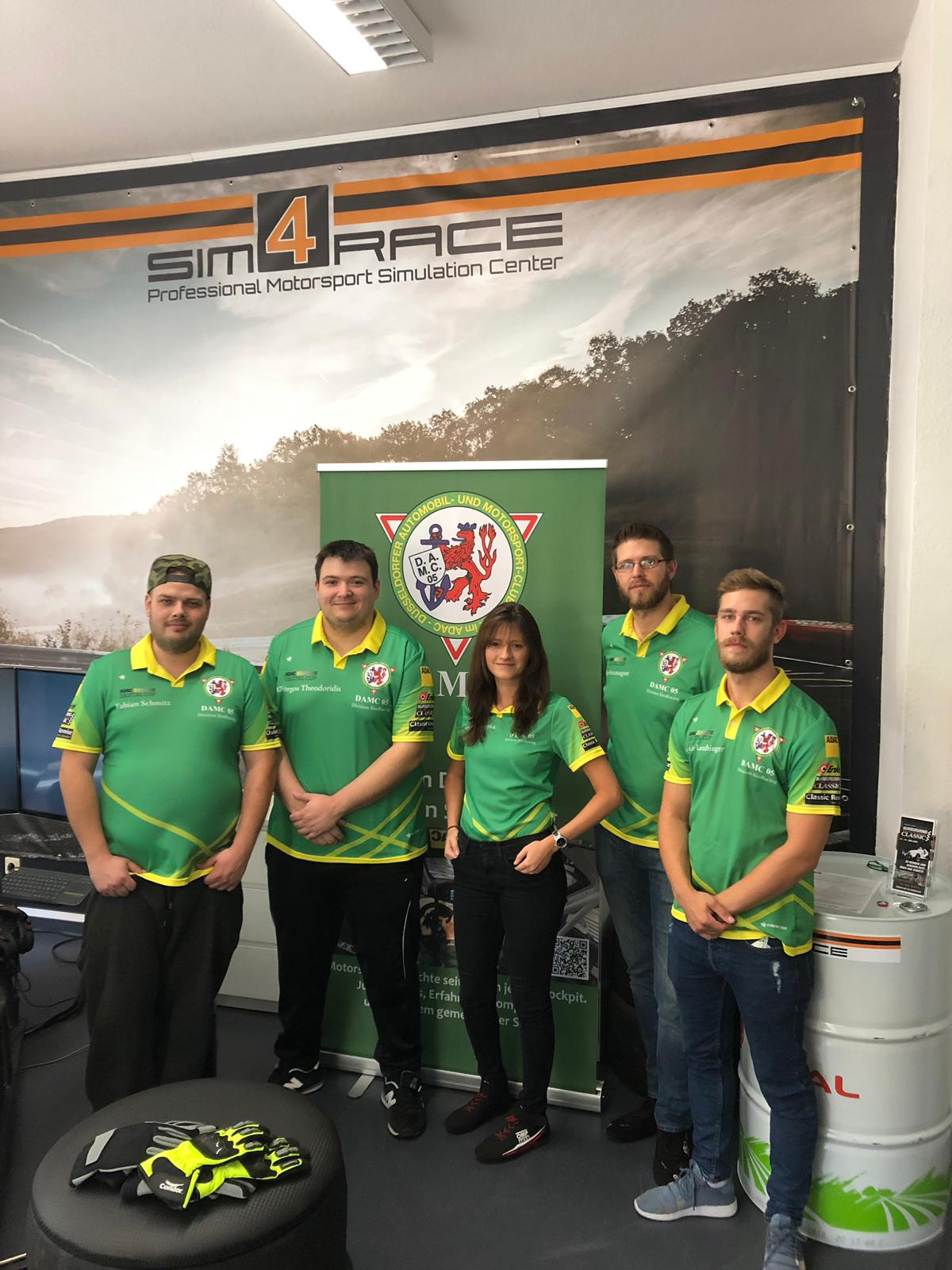
SimRacing-Team Sommersaison 2019

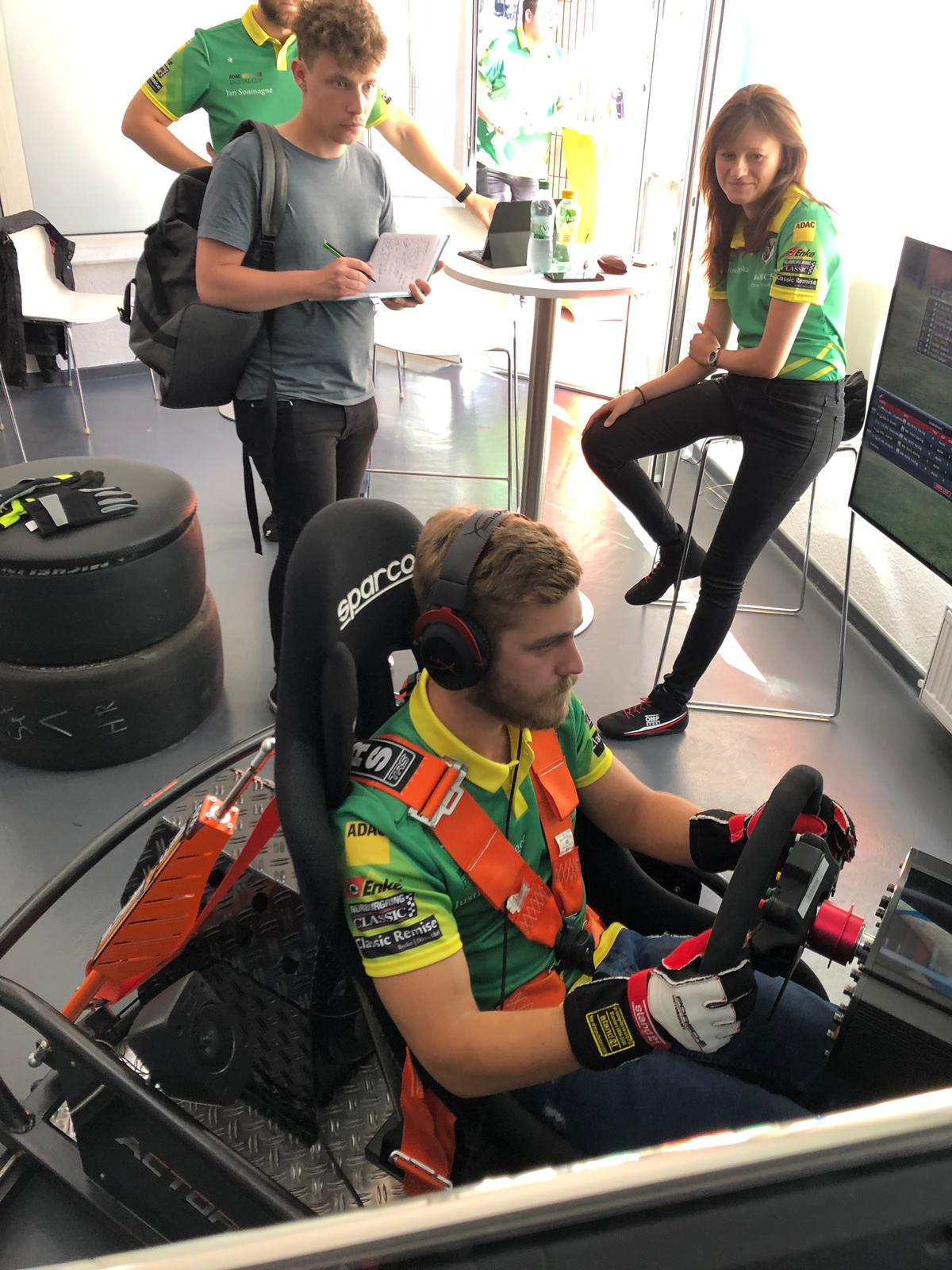
ADAC-Digital-Cup-Lauf im SimRacing-Center Düsseldorf

Im Herbst 2018 gründete der DAMC 05 eine eSport-Sparte, um eine zusätzliche Einstiegsmöglichkeit zum klassischen, realen Motorsport zu schaffen. Der Verein legt den Schwerpunkt auf die Einbindung der Mitglieder in den realen Motorsport und einer lokalen Gemeinschaft im Gegensatz zu reinen virtuellen SimRacing-Teams.
Der Düsseldorfer Verein startet seit der Sommersaison 2019 im ADAC Digital Cup.

## Bekannte Mitglieder
- Kurt Bosch, Motocross-Fahrer, ADAC Sport-/Rennleiter, OMK-Präsident und FIM-Vizepräsident[18]
- Gebrüder Hebmüller, Karosseriehersteller
- Karl Kling, Sportwagen- und Formel-1-Rennfahrer und Mercedes-Rennleiter
- Heinz Kürten, Motorrad- und Gespannrennfahrer, 3. Platz Europameisterschaft 1927, Sieger Eröffnungsrennen Nürburgring
- Jupp Müller (Rennfahrer), 3-facher deutscher Motorradmeister, Rennleiter und OMK-Präsident[19]
- Alfred Noll, Motorrad- und Automobilrennfahrer, Sieger erste Eifelrundfahrt
- Ralph Roese, Motorrad- und Automobil-Rennfahrer
- Yevgen Sokolovskiy, belgischer Tourenwagenmeister, Motorrad- und EuroNASCAR-Rennfahrer
- Toni Ulmen, Motorrad-, Sportwagen- und Formel-2-Rennfahrer
- Kurt C. Volkhart, Ingenieur, Konstrukteur, Rennfahrer und erster Fahrer eines Raketenfahrzeuges